# ギバニッツァ
ギバニッツァ（セルビア語: гибаница [ˈɡibanit͡sa],イタリア語: ghibanizza）とはバルカン半島全体で人気があるセルビアの伝統的なペイストリー料理。通常白チーズと鶏卵を用いて作られる。レシピには甘いものから塩味のしっかりしたものまで幅があり、簡単なものからミルフィーユのように層のあるお祝い向けの手の込んだものまで様々である。
セルビア語の「gibati」という動詞には折りたたむ、傾ける、揺らす、揺り動かすなどの意味があり、セルビアの語学者ヴーク・カラジッチによる1818年の辞典ではこのペイストリーについて言及されている。また、辞典では伝統的に朝食でケフィアやプレーンヨーグルトと共に供されるとされた。バルカン半島以外でも、ギバニッツァはセルビア料理として世界中のレストランで見ることができる。ギバニッツァはバルカン半島発祥の最も有名な、あるいはそう考えられているペイストリー料理の一つであり、お祝いのときや、ゆっくり家族と食べるお菓子として供されている。

## 語源
スラヴ語の語源辞書やより有用なユーゴスラビア学会の語表によれば、「gibanica」という単語はセルビア語の動詞で折りたたむ、傾ける、揺らす、揺り動かすを意味する「gíbati / ги́бати」からの派生語であり、この単語は同様にセルボ・クロアチア語の「gibaničar / гибаничар（ギバニッツアを作る人、ギバニッツアを食べるのが好きな人、いつもお客さんとして押しかけて誰かにお金を使わせる人）」にも派生した。

## 歴史
ギバニッツァという言葉がバルカン半島において最初に言及されたのは17世紀のことで、これは氏やあだ名としてであった。セルビア語での「gìbanica / гѝбаница」としては1818年にセルビアの文献学者で語学者のヴーク・カラジッチによって書かれたセルビア語辞典に含まれていた。カラジッチはバルカン半島を広く旅し、セルビアの伝承や習慣に関係する興味深い事実を記録した。この辞典で彼はギバニッツァを次のように説明している。「（ギバニッツァ）はカイマク、牛乳、鶏卵を混ぜた生地に柔らかなチーズがはさまれたパイ」
第二次世界大戦の間、ユーゴスラビアの森でドイツのナチの軍隊から隠れていたセルビアのチェトニックたちは農民からもらった食材で「チェトニック・ギバニッツァ」と呼ばれるものを作った。1941年のユーゴスラビアのパルチザンの司令官ヨシップ・ブロズ・チトーとチェトニックの指導者ドラジャ・ミハイロヴィッチの会合では、サチ（鍋の一種）の下のジャガイモとギバニッツァにカイマクを添えたものが供された。
2007年、ギバニッツァは公式にセルビアの輸出ブランドとなった。ベオグラードで開催されたブランド祭りでは、食品加工会社のアレクサンドリア (Alexandria) が国際市場にむけて半調理済みの冷凍ギバニッツァを発表した。

## 調理
ギバニッツァの本来のレシピでは、伝統的に自家製のフィロ生地と牛乳から作られるチーズが含まれる。この自家製のチーズはフェタチーズあるいはシレネチーズの場合もある。このパイは通常「Gužvara（しわのあるパイ）」として作られるため、中のフィロ生地はしわを作って詰められる。チーズの他には鶏卵、牛乳、カイマク、ラード、塩と水が含まれる。また、中の詰め物にはホウレンソウ、肉、セイヨウイラクサ、ジャガイモ、タマネギなどが含まれる。商店などのフィロ生地には、注文を受けたら素早く提供できるようラードの代用としてひまわり油やオリーブ油が用いられる場合がある。
ギバニッツァはカリカリとした金茶色のクラスト生地の丸い形のペイストリーで、中はしわのある生地で何層にもなっており、それぞれの層には小さなチーズのかけらが挟まれている。ギバニッツァは熱いまま朝食に供され、よくヨーグルトが一緒に添えられる。

### 様々なギバニッツァ
様々なギバニッツァに類似した多くの料理をバルカン半島全体で見ることが出来る。これらのギバニッツァはボスニア・ヘルツェゴビナ、クロアチア、マケドニア共和国、セルビア、スロヴェニア、イタリア（「ghibanizza」と呼ばれる）、ギリシアの郷土料理の一部ともして知られ、ブルガリアにおいてはバニツァと呼ばれる。

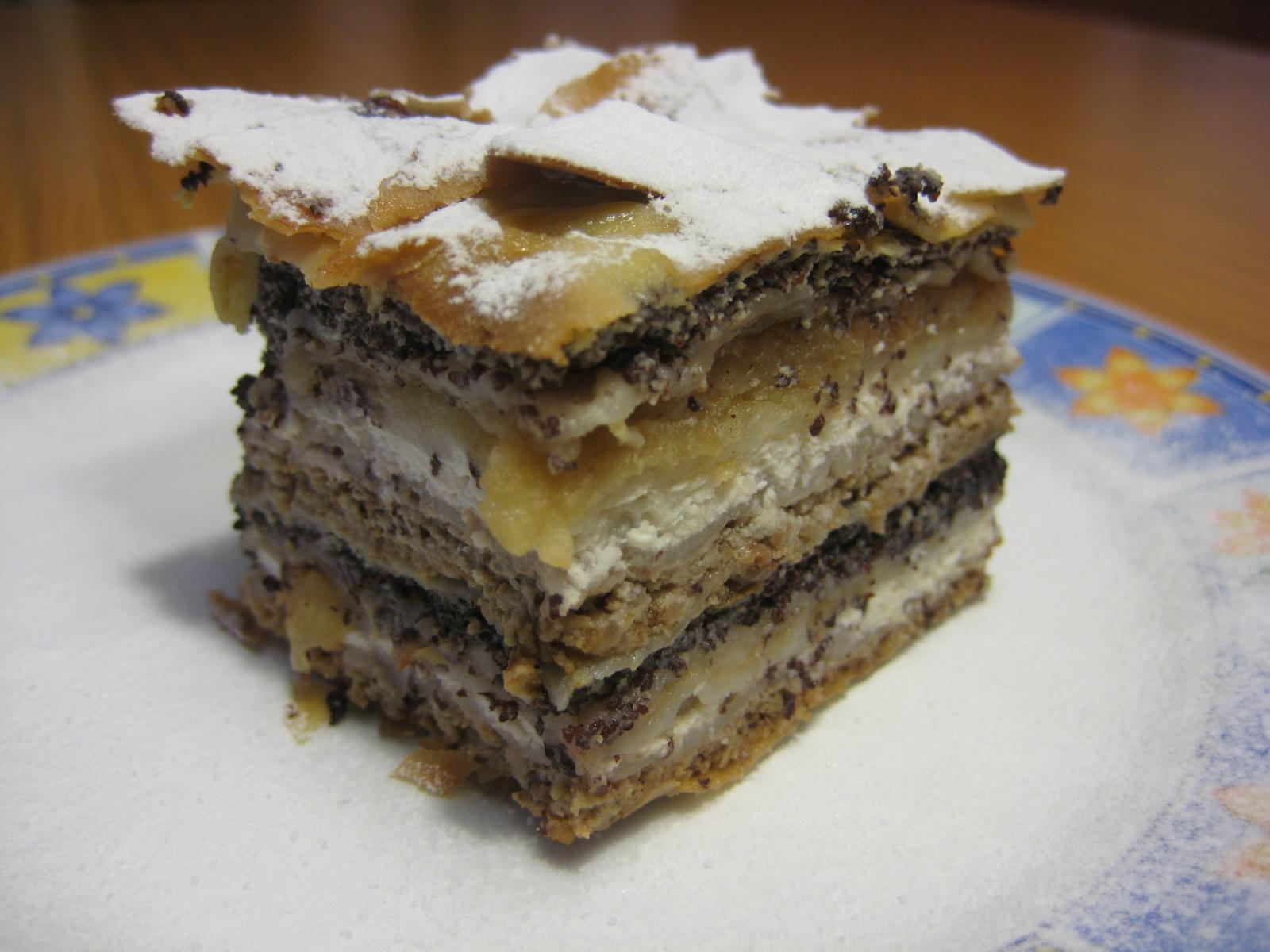
スロヴェニア料理のギバニッツァの一種

基礎となるレシピをもとに、多くの地方でその土地ならではの特色を盛り込まれながら発展していった。例としてプレクムルスカ・ギバニツァは、スロヴェニアのプレクムリェ地方発祥のかわいらしい何層にもなるケーキで、祝い事のときにデザートとして振舞われる。クロアチアのメジムリェ郡近郷が発祥のメジムルスカ・ギバニツァはとても近い関係にあるが、もっとシンプルかつ堅苦しくない料理で、4つの層に詰め物（フレッシュチーズ（クワルク）、ケシの種、リンゴ、クルミで調理されたもの）が挟んである。他にもプルレスカ・ギバニツァと呼ばれるギバニツァは、プルレキヤ地方からムール川より西で知られている。
ギバニッツァの基本的な概念は、他の様々な詰め物の層とよく組み合わされた別の層にあるチーズで構成されたペイストリーとしてのケーキやパイであり、通常はバルカン半島、アナトリア半島、地中海東部地方の郷土料理である。例えば、シリアおよびレバノンには、ギバニッツァと良く似たシャービヤット (Shabiyat, Sh'abiyat, Shaabiyat) という料理がある。ギバニッツァはチーズシュトゥルーデルの一種であるとも考えられる。これらはほぼ共通の古いペイストリー料理を起源とするもので、その起源はビザンツとオスマン帝国の料理にまでさかのぼる。

## 文化の中で
ギバニッツァはバルカン半島において最も有名なペイストリー料理の一つと考えられており、祝い事の席で振る舞われたり、家族で気軽に食べるお菓子として供される。セルビアではこの料理はクリスマス、パスハ、スラヴァなどといった伝統行事の際によく食べる。セルビアのメディアによると、2007年に、これまでで最大のギバニッツァがミオニツァの街で作られた。これは 1,000 kg にもなるもので、ギネス世界記録に申請され認められた。材料として 330 kg のフィロ生地、330 kg のチーズ、3,300 個の鶏卵、30  L の油、110 L の水、50 kg のラード、500パックのベーキングパウダーが使われた。セルビアでは他の近隣国と同じようにパイに捧げる祝祭が催される。そういった祝祭のひとつであるギバニッツァ・フェスティバル、またはバニツァの日と呼ばれる祝祭は、2005年からベラ・パランカで毎年行われている。